# ديويت كلينتون رامزي
ديويت كلينتون رامزي (بالإنجليزية: DeWitt Clinton Ramsey)‏ هو ضابط أمريكي، ولد في 2 أكتوبر 1888 في Fort Whipple, Arizona ‏ في الولايات المتحدة، وتوفي في 7 سبتمبر 1961 في فيلادلفيا في الولايات المتحدة.